# Acadèmia Pontifícia de les Ciències
La Acadèmia Pontifícia de les Ciències és un òrgan independent de la Santa Seu creada el 1603 però que s'ha refundat diverses vegades. Segons els seus estatuts del 1976 "té com a objectiu la promoció dels avenços de la matemàtica, física i ciències naturals, i els relacionats amb l'estudi de les qüestions epistemològiques".

## Història
Es va crear a Roma el 1603 amb el nom d'Acadèmia Nacional dels Linxs, sota el patrocini del papa Climent VIII i el príncep romà Federico Cesi. El líder d'aquella acadèmia va ser el famós científic Galileo Galilei. L'entitat es va dissoldre després de la mort del seu fundador. La seva primera refundació la va fer el papa Pius IX el 1847, amb el nom de Pontifícia Accademia dei Nuovi Lincei (Pontifícia Acadèmia dels Nous Linxs). El papa Pius XI va refundar per segona vegada el 1936 amb el seu nom actual i uns primers estatuts. Pau VI va actualitzar aquests estatuts el 1976 i Joan Pau II el 1986.
Des de 1936 la Pontifícia Acadèmia de les Ciències s'ha ocupat tant de la investigació de temes científics de disciplines individuals com per la promoció de la cooperació interdisciplinària. Ha augmentat progressivament el nombre dels seus Acadèmics i el caràcter internacional dels seus membres. El seu actual president és el microbiòleg suís Werner Arber.

## Disciplines
La tasca de l'Acadèmia cobreix sis àrees principals:
- Ciència fonamental
- La ciència i la tecnologia mundials
- La ciència en favor dels problemes del Tercer Món;
- L'ètica i la política de la ciència,
- La bioètica, i
- Epistemologia.

Les disciplines en què participa es subdivideixen en nou camps:
- Física i disciplines afins
- Astronomia
- Química
- Ciències de la terra i el medi ambient
- Ciències de la vida (botànica, agronomia, genètica, biologia molecular, bioquímica, neurociències, cirurgia)
- Matemàtiques
- Ciències aplicades
- Filosofia de la ciència
- Història de la ciència

## Membres de l'Acadèmia
Els nous membres de l'Acadèmia són elegits pel cos d'Acadèmics entre homes i dones de tota raça i religió basant-se en l'alt valor científic de les seves activitats i el seu alt perfil moral.
Són llavors oficialment nomenats pel Papa.
L'Acadèmia es regeix per un president, designat d'entre els seus membres pel papa, que és ajudat per un consell científic i pel canceller.
Inicialment compost per 80 acadèmics, 70 d'ells vitalicis, el 1986 Joan Pau II va plantejar que el nombre de membres de per vida fora de 80, juntament amb un nombre limitat d'acadèmics d'honor elegits uns per ser figures molt rellevants, i altres perquè són els acadèmics dels llocs que ocupen, entre ells: el canceller de l'acadèmia, el director de l'Observatori Vaticà, el prefecte de la Biblioteca Apostòlica Vaticana, i el prefecte de l'Arxiu Secret Vaticà. L'actual President és el Premi Nobel Werner Arber (2011 -).

### Premis Nobel
Durant els seus diverses dècades d'activitat, l'Acadèmia ha comptat amb diversos premis Nobel entre els seus membres, molts dels quals van ser nomenats abans d'haver rebut aquest prestigiós premi internacional. Entre ells figuren:
Lord Ernest Rutherford (Premi Nobel de Física, 1908), Guglielmo Marconi (Física, 1909), Alexis Carrel (Fisiologia, 1912), Max von Laue (Física, 1914), Max Planck (Física, 1918), Niels Bohr (Física, 1922), Werner Heisenberg (Física, 1932), Paul Dirac (Física, 1933), Erwin Schrödinger (Física, 1933), Otto Hahn (Química, 1944), Sir Alexander Fleming (Fisiologia, 1945), Chen Ning Yang (Física, 1957), Rudolf L. Mössbauer (Física, 1961), Max F. Perutz (Química, 1962), John Eccles (Fisiologia, 1963), Charles H. Townes (Física, 1964), Manfred Eigen i George Porter (Química, 1967), Har Gobind Khorana i Marshall W. Nirenberg (Fisiologia, 1968).
Recents guanyadors del Premi Nobel que també han estat o són actualment Acadèmics també poden ser enumerats:
Christian de Duve (Fisiologia, 1974), Werner Arber i George E. Palade (Fisiologia, 1974), David Baltimore (Fisiologia, 1975), Aage Bohr (Física, 1975), Abdus Salam (Física, 1979), Paul Berg (Química, 1980), Kai Siegbahn (Física, 1981), Sune Bergström (Fisiologia, 1982), Carlo Rubbia (Física, 1984), Klaus von Klitzing (Física 1985), Yuan Tseh Llegeix (Química 1986), Rita Levi-Montalcini (Fisiologia, 1986), John C. Polanyi (Química, 1986), Jean-Marie Lehn (Química, 1987), Joseph E. Murray (Fisiologia, 1990), Gary S. Becker (Economia, 1992), Paul J. Crutzen (Química, 1995), Claude Cohen-Tannoudji (Física, 1997) i Ahmed H. Zewail (Química, 1999).

### Actuals membres vitalicis[1]
| Werner Arber               | David Baltimore          | Antonio M. Battro                   |
| Gary Becker                | Daniel A. Bekoe          | Paul Berg                           |
| Enrico Berti               | Günter Blobel            | Thierry Boon-Falleur                |
| Luis Ángel Caffarelli      | Luigi Cavalli-Sforza     | Aaron Ciechanover                   |
| Claude Cohen-Tannoudji     | Francis S. Collins       | Bernardo M. Colombo                 |
| Suzanne Cory               | Paul J. Crutzen          | Christian de Duve                   |
| Edward M. De Robertis      | Stanislas Dehaene        | Manfred Eigen                       |
| Gerhard Ertl               | Albert Eschenmoser       | Antonio García-Bellido              |
| Takashi Gojobori           | Theodor Hänsch           | Stephen Hawking                     |
| Michał Heller              | Raymond Hide             | Fotis C. Kafatos                    |
| Krishnaswami Kasturirangan | Vladimir I. Keilis-Borok | Klaus von Klitzing                  |
| Nicole Marthe Li Douarin   | Tsung-Dao Lee            | Yuan Tseh Llegeix                   |
| Jean-Marie Lehn            | Pierre J. Lena           | Rita Levi-Montalcini                |
| Félix Wa Kalenga Malu      | Jurij Ivanovic Manin     | Mambillikalathil Govind Kumar Menon |
| Beatrice Mintz             | Jürgen Mittelstrass      | Mario J. Molina                     |
| Rudolf Muradian            | Joseph Edward Murray     | Serguei Petróvich Nóvikov           |
| Ryoji Noyori               | Czeslaw Olech            | William D. Phillips                 |
| John Charles Polanyi       | Ingo Potrykus            | Frank Press                         |
| Yves Quéré                 | Veerabhadran Ramanathan  | Chintamani Nagesa Ramachandra Rao   |
| Peter H. Raven             | Martin J. Rees           | Alexander Rich                      |
| Ignasi Rodríguez-Iturbe    | Carlo Rubbia             | Vera Rubin                          |
| Roald Z. Sagdeev           | Michael Sela             | Maxine F. Singer                    |
| Wolf J. Singer             | Govind Swarup            | Walter E. Thirring                  |
| Charles Hard Townes        | Hans Tuppy               | Rafael Vicuña                       |
| Chen Ning Yang             | Edward Witten            | Ahmed H. Zewail                     |
| Antonino Zichichi          |                          |                                     |
Membres honoraris
- Georges Marie Martin Cottier
- Jean-Michel Maldamé
- Carlo Maria Martini

Membres  perdurante munere 
- José Gabriel Funes - Director de l'Observatori Vaticà
- Sergio B. Pagà - Prefecte de l'Arxiu Secret Vaticà
- Cesare Pasini - Prefecte de la Biblioteca Apostòlica Vaticana
- Marcelo Sánchez Sorondo - Canceller de l'Acadèmia

## Discursos dels summes pontífexs
Amb motiu de les seves sessions plenàries, o en altres circumstàncies, el Papa sol dirigir un discurs als membres de l'Acadèmia. Alguns dels temes tractats pel romà Pontífex en aquests discursos dels últims anys són:
- Les possibilitats i límits de la ciència[3]
- L'absència d'oposició entre ciència i fe[4]
- El respecte i col·laboració que mostra l'Església davant la Ciència[5]
- La necessària col·laboració de la ciència amb la filosofia[6]
- El compromís ètic dels científics[7]
- El respecte a l'ésser humà per part de la ciència i la tècnica[8]